# Torsiac
Torsiac est une commune française située dans le département de la Haute-Loire en région Auvergne-Rhône-Alpes.

## Géographie
La commune de Torsiac, rattachée au canton de Blesle, est située à l’est des monts du Cézallier, au nord-ouest du département de la Haute-Loire et à proximité du Puy-de-Dôme et du Cantal. Son nom vient probablement d’une villa gallo-romaine dont on a retrouvé les traces.

### Localisation
La commune de Torsiac se trouve dans le département de la Haute-Loire, en région Auvergne-Rhône-Alpes.
Elle se situe à 82 km par la route du Puy-en-Velay, préfecture du département, à 24 km de Brioude, sous-préfecture, et à 17 km de Sainte-Florine, bureau centralisateur du canton de Sainte-Florine dont dépend la commune depuis 2015 pour les élections départementales.
Les communes les plus proches sont : 
Léotoing (1,3 km), Chambezon (3,8 km), Lorlanges (4,2 km), Espalem (5,0 km), Blesle (5,1 km), Lempdes-sur-Allagnon (5,6 km), Saint-Géron (6,2 km), Moriat (6,9 km).
| Apchat Puy-de-Dôme |         |          |
|                    | Torsiac | Léotoing |
| Blesle             |         |          |

### Topographie
D’une superficie de 870 ha, cinq vallées la partagent, délimitant trois zones de plateaux échelonnées entre 650 et 700 m. La rivière Alagnon coule du sud au nord sur une longueur de 5,7 km dans la plus importante des vallées. De part et d’autre de cette rivière se trouvent deux axes de communication : l'ancienne RN 9 de Paris à Perpignan et la voie ferrée d’Arvant à Neussargues. Les quatre autres vallées sont arrosées par des ruisseaux de moindre importance :
- Le ruisseau d’Auze, qui serpente au fond d’une vallée étroite où se trouve une ancienne mine d’antimoine.
- Le Bave, qui provient des monts du Cézallier. Il arrose quelques prairies et anciens vergers et rejoint l’Alagnon près de Brugeilles.
- Le ruisseau de Merdenson ne vient pas de très loin, il est bordé de taillis. Le CD 5 permettant entre autres l’accès des villages de Sanson et Marmaissat, emprunte cette vallée.

La commune présente un relief tourmenté, fait de vallées profondes et de plateaux. Cependant la sévérité des sites est atténuée par la présence de bois (chênes pubescents, pins sylvestres) qui servent de refuge aux sangliers, chevreuils et autres gibiers. Ils recouvrent les endroits les plus pentus et font la liaison avec la végétation luxuriante qui borde les rivières ; vertes frondaisons qui incitent aux lentes promenades et au farniente. De ce décor incomparable, se dégage une atmosphère de calme et de détente extraordinaire.
Trois village sont situés sur la commune : Sanson, Marmaissat et Brugeilles (le plus important).

### Torsiac
Chef-lieu de la commune, le hameau de Torsiac (altitude 465 m)  ne comprend que le château du même nom, l’église, le presbytère et la maison d’école aujourd’hui transformée en mairie. Il est situé sur la rive gauche de l’Alagnon, presque à la lisière des bois.

### Brugeilles
Ce village, le plus grand de tous, est également situé dans la vallée de l’Alagnon en amont de Torsiac. Il s’étale à flanc de coteau, dominant les près, vergers, jardins et champs qui se déploient en bordure de rivière ; la voie ferrée passe à proximité.

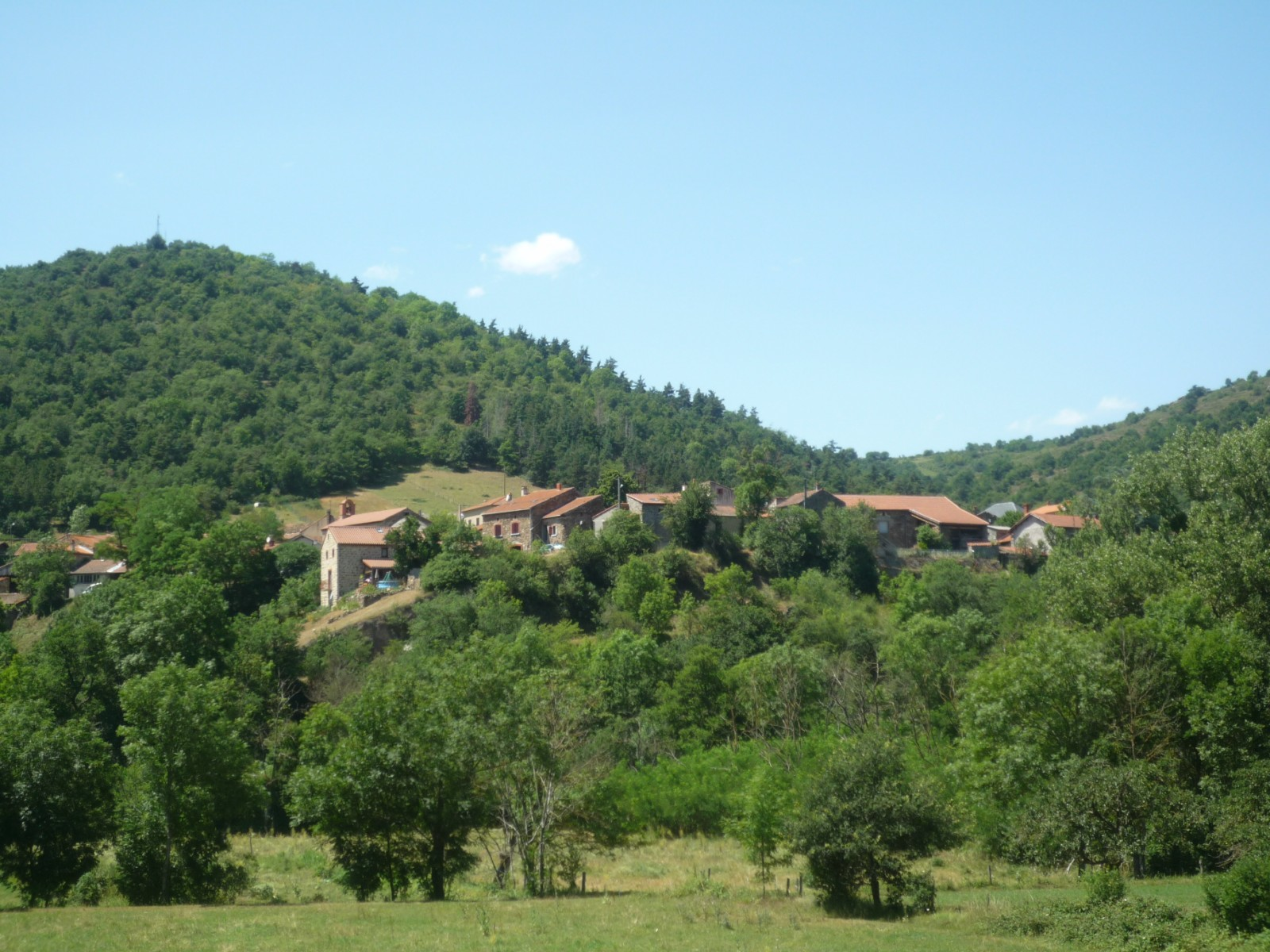
Le village de Brugeilles.

### Marmaissat
Marmaissat se trouve sur le plus haut plateau et est délimité par la vallée d’Auze et du Merdenson. Il est entouré de champs et de prairies (altitude 653 m).

### Sanson
Situé au nord-ouest de la commune, il a été construit au pied d’un mamelon, en partie recouvert de bois « la Chappe », et au bord d’un plateau recouvert de prairies et de cultures.

### Climat
Pour des articles plus généraux, voir Climat d'Auvergne-Rhône-Alpes et Climat de la Haute-Loire.
En 2010, le climat de la commune est de type climat des marges montargnardes, selon une étude du Centre national de la recherche scientifique s'appuyant sur une série de données couvrant la période 1971-2000. En 2020, Météo-France publie une typologie des climats de la France métropolitaine dans laquelle la commune est exposée à un climat de montagne ou de marges de montagne et est dans la région climatique Nord-est du Massif Central, caractérisée par une pluviométrie annuelle de 800 à 1 200 mm, bien répartie dans l’année.
Pour la période 1971-2000, la température annuelle moyenne est de 10,3 °C, avec une amplitude thermique annuelle de 16,1 °C. Le cumul annuel moyen de précipitations est de 578 mm, avec 7,2 jours de précipitations en janvier et 6,2 jours en juillet. Pour la période 1991-2020, la température moyenne annuelle observée sur la station météorologique de Météo-France la plus proche, « Autrac », sur la commune d'Autrac à 7 km à vol d'oiseau, est de 10,5 °C et le cumul annuel moyen de précipitations est de 711,4 mm,. Pour l'avenir, les paramètres climatiques de la commune estimés pour 2050 selon différents scénarios d'émission de gaz à effet de serre sont consultables sur un site dédié publié par Météo-France en novembre 2022.

## Urbanisme

### Typologie
Au 1er janvier 2024, Torsiac est catégorisée commune rurale à habitat très dispersé, selon la nouvelle grille communale de densité à sept niveaux définie par l'Insee en 2022.
Elle est située hors unité urbaine et hors attraction des villes,.

### Occupation des sols
L'occupation des sols de la commune, telle qu'elle ressort de la base de données européenne d’occupation biophysique des sols Corine Land Cover (CLC), est marquée par l'importance des forêts et milieux semi-naturels (62,6 % en 2018), une proportion sensiblement équivalente à celle de 1990 (62 %). La répartition détaillée en 2018 est la suivante : 
forêts (48,8 %), zones agricoles hétérogènes (16,5 %), prairies (15,2 %), milieux à végétation arbustive et/ou herbacée (13,8 %), terres arables (5,7 %). L'évolution de l’occupation des sols de la commune et de ses infrastructures peut être observée sur les différentes représentations cartographiques du territoire : la carte de Cassini (XVIIIe siècle), la carte d'état-major (1820-1866) et les cartes ou photos aériennes de l'IGN pour la période actuelle (1950 à aujourd'hui).

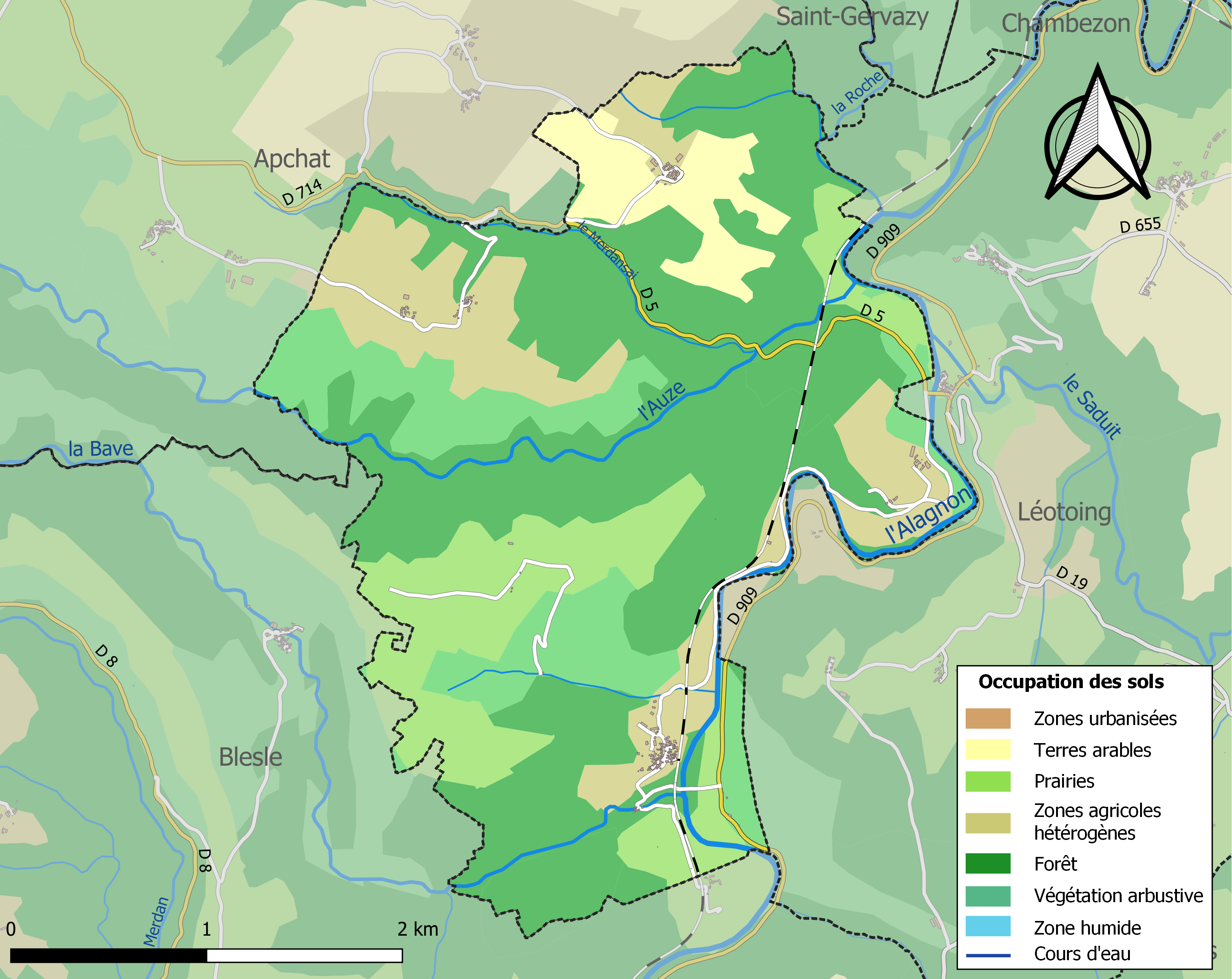
Carte des infrastructures et de l'occupation des sols de la commune en 2018 (CLC).

### Habitat et logement
En 2018, le nombre total de logements dans la commune était de 62, alors qu'il était de 62 en 2013 et de 64 en 2008.
Parmi ces logements, 51,6 % étaient des résidences principales, 32,3 % des résidences secondaires et 16,1 % des logements vacants. Ces logements étaient pour 90,3 % d'entre eux des maisons individuelles et pour 9,7 % des appartements.
Le tableau ci-dessous présente la typologie des logements à Torsiac en 2018 en comparaison avec celle de la Haute-Loire et de la France entière. Une caractéristique marquante du parc de logements est ainsi une proportion de résidences secondaires et logements occasionnels (32,3 %) supérieure à celle du département (16,1 %) et à celle de la France entière (9,7 %). Concernant le statut d'occupation de ces logements, 81,3 % des habitants de la commune sont propriétaires de leur logement (83,3 % en 2013), contre 70 % pour la Haute-Loire et 57,5 pour la France entière.
| Typologie                                               | Torsiac | Haute-Loire | France entière |
| ------------------------------------------------------- | ------- | ----------- | -------------- |
| Résidences principales (en %)                           | 51,6    | 71,5        | 82,1           |
| Résidences secondaires et logements occasionnels (en %) | 32,3    | 16,1        | 9,7            |
| Logements vacants (en %)                                | 16,1    | 12,4        | 8,2            |

## Histoire et monuments

### Le château de Torsiac

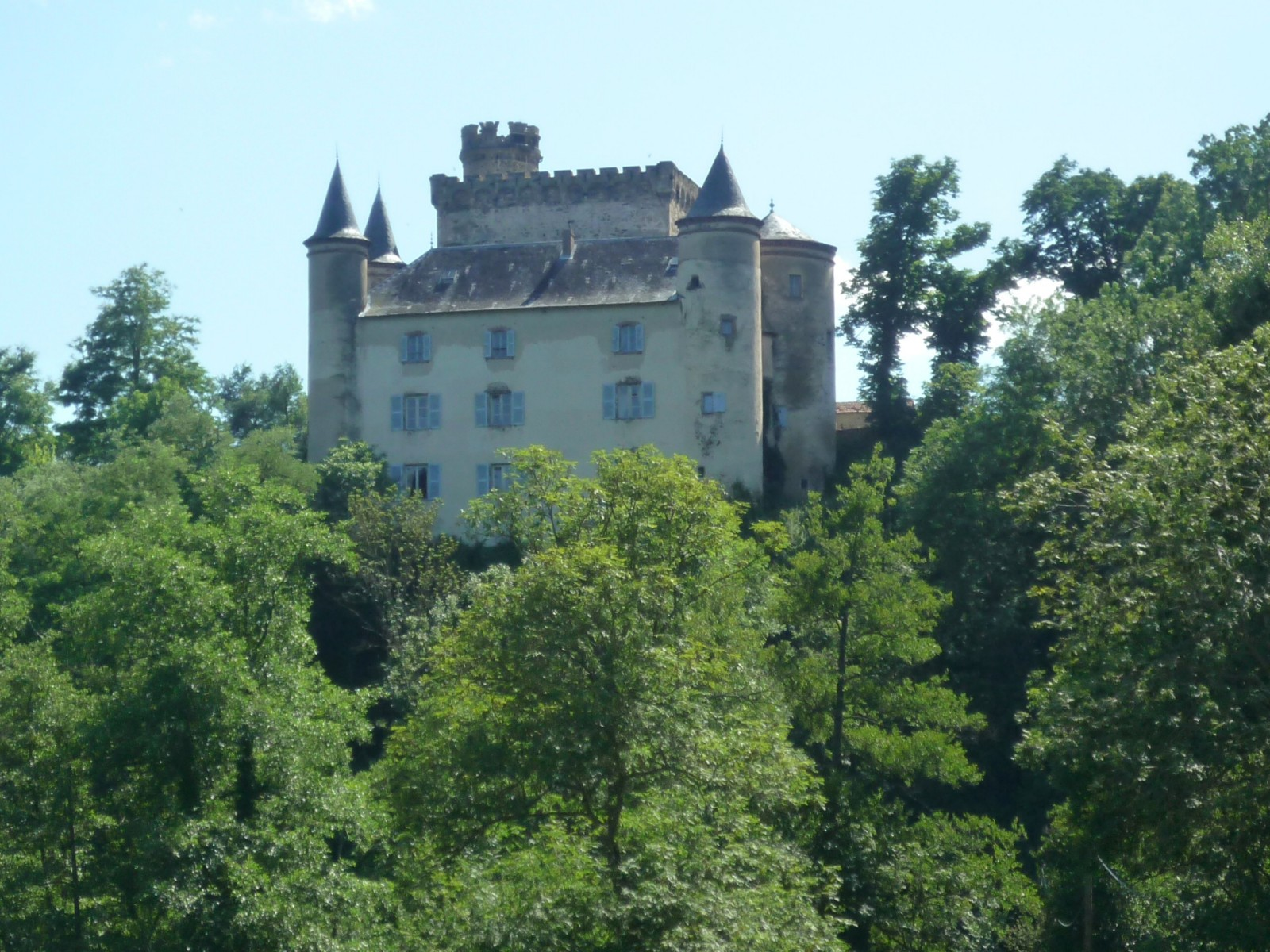
Le château de Torsiac.

Sa partie la plus ancienne, le donjon carré, a été construite par les Templiers dont la commanderie était commise à la garde du gué de l’Alagnon, au lieu dénommé « la Nau ». Ce nom signifie « l’endroit où stationnait une barque pour le passage de la rivière ». Au XVIe siècle, un corps de bâtiment flanqué de quatre tours circulaires a été adjoint au donjon.
D’abord propriété des Templiers, Don Coll cite Itier et Hugues de Sarrazin comme seigneurs des lieux en 1271 et 1302. Ce fief appartint par la suite à une famille qui en prit le nom et dont deux membres, Faucon et Vital de Torsiac, figurent à l’armorial de 1450.
Torsiac, ainsi que Brugeilles et les autres « mas » de la commune dépendaient de la justice des Mercœur et du commandement de Blesle pour la juridiction.

### Le château de Pouzols
Il est complètement en ruines, seuls subsistent quelques pans de murs. De lui, on sait qu’il dépendait de la seigneurie de Torsiac et qu’il fut apporté à Jean-Baptiste du Cheni par son épouse Catherine de Boisset. Sous Louis XIV, leur petit-fils Guillaume de la Salle, seigneur de Pouzols, avait fait nommer Charles de Valois, baron de Mercœur, pour son « mas » de Marmaissat et son « mas » de Valette.
Ainsi Pouzols, Sanson et Marmaissat formaient, avec le chef-lieu Torsiac, un fief possédé par la famille de Boisset de Torsiac.

### L’église de Torsiac
L’ancienne église était située près du château avec autour, le cimetière de la paroisse.
Le presbytère se trouvait en arrière du château sur la pente côté nord qui domine « la Nau », actuellement « Lanau ».
En 1820, le presbytère était en si mauvais état que le curé alla habiter Brugeilles. L’église, par manque de soins et d’aération, était si humide que le curé en mourut ; en 1825 elle fut interdite au culte. Il convenait donc d’en construire une nouvelle. Pour son emplacement et celui du presbytère, M. Andrieu de Torsiac donna quatre cartonnées de terrain inculte (soit trente quatre ares) en échange du terrain qu’occupaient dans la cour du château, l’ancien presbytère, l’ancienne église et l’ancien cimetière.
La nouvelle église fut construite aux frais de la commune d’après les plans de M. Ledru, architecte à Clermont-Ferrand. De style roman et sur plan de croix latine, elle fut achevée en 1848. Les vitraux datent de 1855, année de percement du tunnel ferroviaire de Torsiac (603 mètres). C’est à cette époque que furent exécutées les peintures du chœur par M. Raymond, peintre à Toulouse et domicilié à Allanche.

### L’église de Brugeilles
Elle fut construite vers 1902 grâce à l’énergie et au dévouement du curé de l’époque, M. Arnaud. Il passa de longues heures à draguer lui-même le sable dans la rivière et il sut adroitement quêter les secours et obtenir les corvées. Elle est moins grande, mais certainement plus solide que celle de Torsiac.

## Politique et administration

### Découpage territorial
La commune de Torsiac est membre de la communauté de communes Brioude Sud Auvergne, un établissement public de coopération intercommunale (EPCI) à fiscalité propre créé le 11 décembre 2018 dont le siège est à Brioude. Ce dernier est par ailleurs membre d'autres groupements intercommunaux.
Sur le plan administratif, elle est rattachée à l'arrondissement de Brioude, au département de la Haute-Loire, en tant que circonscription administrative de l'État, et à la région Auvergne-Rhône-Alpes.
Sur le plan électoral, elle dépend du canton de Sainte-Florine pour l'élection des conseillers départementaux, depuis le redécoupage cantonal de 2014 entré en vigueur en 2015, et de la deuxième circonscription de la Haute-Loire   pour les élections législatives, depuis le redécoupage électoral de 1986.

### Liste des maires
| Mandats                           | Identité           | Autres mandats, qualités et remarques diverses |  |
| --------------------------------- | ------------------ | --- |  |
|                                   |                    | |  |
| 1977 - 1982                       | M. Alexis Chabanon | Monsieur Chabanon entame son premier mandat. Élu conseiller-municipal en 1959 puis adjoint à partir de 1965.                                                |  |
| 1982 - 1987                       | M. Alexis Chabanon | Second mandat. |  |
| 1987 - 1992                       | M. Alexis Chabanon | Troisième mandat. |  |
| 1992 - 1997                       | M. Alexis Chabanon | Quatrième mandat. |  |
| 1997 - 2002                       | M. Alexis Chabanon | Cinquième mandat. |  |
| 2002 - 2006                       | M. Alexis Chabanon | Sixième mandat. M. Alexis Chabanon doit laisser sa place pour raison de santé. Il est remplacé par M. André Halfon 1er adjoint. Élu maire en septembre 2006 |  |
| 2006 - 2008                       | M. André Halfon    | |  |
| 2008 - en cours (au 27 août 2014) | M. André Halfon    | Premier mandat (réélu en 2014). |  |

## Population et société

### Démographie

#### Évolution démographique
L'évolution du nombre d'habitants est connue à travers les recensements de la population effectués dans la commune depuis 1793. Pour les communes de moins de 10 000 habitants, une enquête de recensement portant sur toute la population est réalisée tous les cinq ans, les populations de référence des années intermédiaires étant quant à elles estimées par interpolation ou extrapolation. Pour la commune, le premier recensement exhaustif entrant dans le cadre du nouveau dispositif a été réalisé en 2008.

En 2022, la commune comptait 65 habitants, en évolution de −8,45 % par rapport à 2016 (Haute-Loire : +0,36 %, France hors Mayotte : +2,11 %).
| 1793 | 1800 | 1806 | 1821 | 1831 | 1836 | 1841 | 1846 | 1851 |
| ---- | ---- | ---- | ---- | ---- | ---- | ---- | ---- | ---- |
| 414  | 395  | 422  | 416  | 413  | 374  | 366  | 354  | 347  |

| 1856 | 1861 | 1866 | 1872 | 1876 | 1881 | 1886 | 1891 | 1896 |
| ---- | ---- | ---- | ---- | ---- | ---- | ---- | ---- | ---- |
| 292  | 270  | 226  | 238  | 248  | 255  | 258  | 246  | 238  |

| 1901 | 1906 | 1911 | 1921 | 1926 | 1931 | 1936 | 1946 | 1954 |
| ---- | ---- | ---- | ---- | ---- | ---- | ---- | ---- | ---- |
| 209  | 212  | 188  | 159  | 178  | 206  | 187  | 102  | 88   |

| 1962 | 1968 | 1975 | 1982 | 1990 | 1999 | 2006 | 2008 | 2013 |
| ---- | ---- | ---- | ---- | ---- | ---- | ---- | ---- | ---- |
| 101  | 80   | 70   | 78   | 87   | 71   | 73   | 73   | 72   |

| 2018 | 2022 | - | - | - | - | - | - | - |
| ---- | ---- | - | - | - | - | - | - | - |
| 66   | 65   | - | - | - | - | - | - | - |

#### Pyramide des âges
La population de la commune est relativement âgée.
En 2018, le taux de personnes d'un âge inférieur à 30 ans s'élève à 30,3 %, soit en dessous de la moyenne départementale (31 %). À l'inverse, le taux de personnes d'âge supérieur à 60 ans est de 42,4 % la même année, alors qu'il est de 31,1 % au niveau départemental.
En 2018, la commune comptait 33 hommes pour 33 femmes, soit un taux de 50 % de femmes, légèrement inférieur au taux départemental (50,87 %).
Les pyramides des âges de la commune et du département s'établissent comme suit.
| Hommes | Classe d’âge | Femmes |
| ------ | ------------ | ------ |
| 0,0    | 90 ou +      | 0,0    |
| 9,1    | 75-89 ans    | 15,2   |
| 24,2   | 60-74 ans    | 36,4   |
| 30,3   | 45-59 ans    | 15,2   |
| 3,0    | 30-44 ans    | 6,1    |
| 18,2   | 15-29 ans    | 21,2   |
| 15,2   | 0-14 ans     | 6,1    |

| Hommes | Classe d’âge | Femmes |
| ------ | ------------ | ------ |
| 0,9    | 90 ou +      | 2,5    |
| 8,4    | 75-89 ans    | 11,7   |
| 20,4   | 60-74 ans    | 20,5   |
| 21,3   | 45-59 ans    | 20,3   |
| 16,8   | 30-44 ans    | 16,3   |
| 15,2   | 15-29 ans    | 13,2   |
| 17     | 0-14 ans     | 15,6   |

## Économie

### Emploi
| Division       | 2008  | 2013  | 2018   |
| -------------- | ----- | ----- | ------ |
| Commune        | 4,3 % | 5,3 % | 16,2 % |
| Département    | 6,3 % | 7,7 % | 7,7 %  |
| France entière | 8,3 % | 10 %  | 10 %   |

En 2018, la population âgée de 15 à 64 ans s'élève à 37 personnes, parmi lesquelles on compte 73 % d'actifs (56,8 % ayant un emploi et 16,2 % de chômeurs) et 27 % d'inactifs,. En  2018, le taux de chômage communal (au sens du recensement) des 15-64 ans est supérieur à celui du département et de la France, alors qu'en 2008 la situation était inverse.
La commune est hors attraction des villes,. Elle compte 11 emplois en 2018, contre 10 en 2013 et 19 en 2008. Le nombre d'actifs ayant un emploi résidant dans la commune est de 21, soit un indicateur de concentration d'emploi de 52,4 % et un taux d'activité parmi les 15 ans ou plus de 45,8 %.
Sur ces 21 actifs de 15 ans ou plus ayant un emploi, 6 travaillent dans la commune, soit 29 % des habitants. Pour se rendre au travail, 81 % des habitants utilisent un véhicule personnel ou de fonction à quatre roues, 4,8 % s'y rendent en deux-roues, à vélo ou à pied et 14,3 % n'ont pas besoin de transport (travail au domicile).

## Vie locale

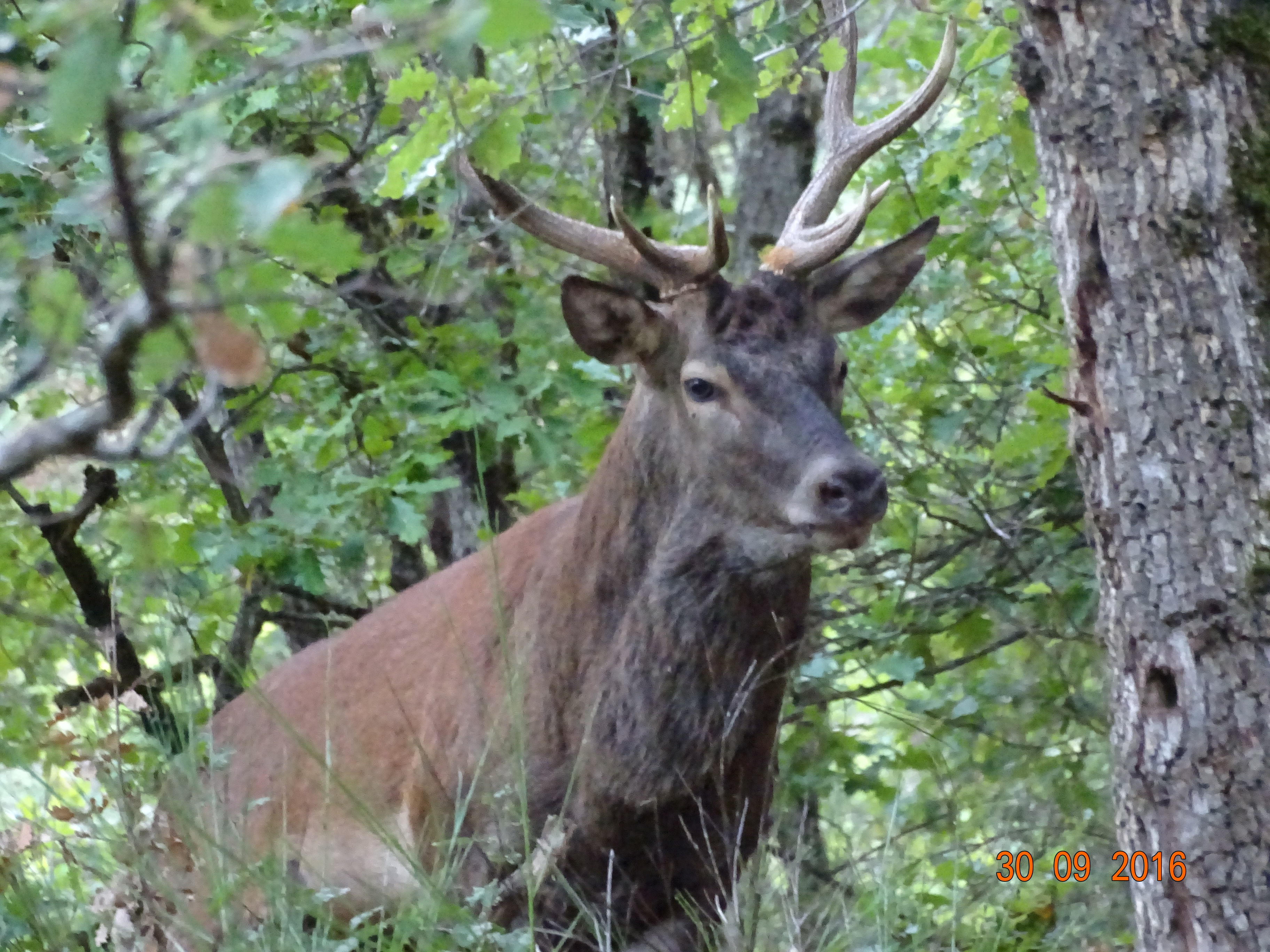
Cerf en période de Brame

la fête du Pain a lieu chaque année le premier dimanche d'août. Cette animation organisée par le comité des fêtes de la commune comprend un repas (repas cuits dans le four du village), des animations pour petits et grands et la ventes de pains, brioches et de pâtés en croûte tous cuits dans le four du village.
L'ACCA de TORSIAC est une société de chasse communale, en 2013 le nombre de chasseur était de 27. Essentiellement constituée de membres résidents sur la commune, elle se compose d'une douzaine de chasseurs résidant hors de la commune ayant des cartes dites étrangères. Les animaux les plus chassés sont le sanglier, le cerf (cerf, biche, bichette, faon), le chevreuil, le lièvre, la perdrix rouge, le faisan, caille des blés, bécasse. La chasse est essentiellement pratiquée en battue collective, toutefois, un certain nombre d'attribution de bracelet sont réalisés à l'approche. Depuis 2013, la chasse à l'arc est pratiquée sur le territoire par 4 chasseurs passionnés. En 2017, le président est Thierry Vargues.